# Westland Wapiti
Westland Wapiti – brytyjski samolot bombowy i rozpoznawczy z okresu międzywojennego.

## Historia
W 1926 roku brytyjskie Ministerstwo Lotnictwa wydało założenia nr 26/27 dla nowego samolotu wielozadaniowego dla RAF, na podstawie których miał zostać zbudowany nowy samolot mający zastąpić używany dotychczas samolot Airco DH.9. W założeniach podano również, ze powinien on mieć konstrukcję całkowicie metalową, a przy jego konstrukcji należało użyć elementów z konstrukcji samolotu Airco DH.9A.
Taki właśnie samolot został opracowany w wytwórni Westland Aircraft i już w 1927 roku został oblatany. Samolot ten miał jeszcze konstrukcję mieszana, cześć konstrukcji była jeszcze drewniana. Dopiero kolejne wersja Mk II była zgodnie z założeniami całkowicie metalowa. Od razu też rozpoczęto produkcję seryjną tych samolotów. 
W trakcie produkcji seryjnej wprowadzano dalsze zmiany i ulepszenia w samolocie zarówno w jego napędzie stosując nowe silniki, jak również zbudowano wersję z dłuższym kadłubem. 
Opracowano następujące wersje samolotu:
- Mk I – pierwszej wersji seryjnej z silnikiem Bristol Jupiter VI(inne języki) o mocy 420 KM
- Mk IA – wersja z silnikiem Bristol Jupiter VIIIF o mocy 480 KM
- Mk IB – wersja wyprodukowana dla Unii Południowej Afryki
- Mk II – wersja przedprodukcyjna o konstrukcji całkowicie metalowej
- Mk IIA – wersja produkcyjna z wyposażeniem do lotów w warunkach tropikalnych, jak również przystosowana do zamiany podwozia na pływaki.
- Mk III – wersja zaprojektowana do lotnictwa Unii Południowej Afryki w której zastosowano silnik Armstrong Siddeley Jaguar VI o mocy 550 KM. W zakładach Westland Aircraft zbudowano tylko 4 egzemplarze, dalszych 27 zbudowano na licencji w zakładach lotniczych SAAF.
- Mk IV – projekt przeznaczona dla Hiszpanii z przedłużonym kadłubem i wyposażona w silnik Hispano-Suiza 12N, zbudowano jedynie kadłub, natomiast nie wykonano całego samolotu.
- Mk V – wersja z przedłużonym kadłubem oraz mocniejszym podwoziem i silnikiem Bristol Jupiter IXF o mocy 550 KM
- Mk VI – wersja szkolno-treningowa wyposażona w urządzenia sterowe w obu kabinach
- Mk VII – wersja eksperymentalna, ulepszona wersja Mk V z silnikiem Bristol Pegasus, prototyp samolotu Westland PV-6 Wallace; na samolocie dokonano pierwszego przelotu nad szczytem Mount Everestu – 3 kwietnia 1933 roku.
- Mk VIII – wersja z długim kadłubem przeznaczona dla Chin, z silnikiem Armstrong Siddeley Panther IIA o mocy 550 KM.

Produkcja samolotu trwała do 1932 roku, w tym okresie łącznie zbudowano 585 samolotów wszystkich wersji, w tym 27 samolotów na licencji. Kontynuacją Wapiti była maszyna Westland Wallace.

## Użycie bojowe samolotu
Samoloty Westland Wapiti od 1928 roku były wprowadzane do lotnictwa brytyjskiego, łącznie znalazły się na wyposażeniu 21 dywizjonach RAF, gdzie użytkowane były w latach 1928 – 1940.
Oprócz dywizjonów RAF używane były przez lotnictwie Australii (RAAF) w latach 1929 – 1944, lotnictwie Kanday (RCAF), lotnictwie Indii, lotnictwie RPA (SAAF) i w Chinach przez lotnictwa podległe Kuomintangowi.

## Opis techniczny
Samolot Westland Wapiti był dwumiejscowym samolotem bombowy i rozpoznawczy, dwupłatem o konstrukcji metalowej. Kadłub i skrzydła kryte płótnem. Kabiny odkryte. Podwozie klasyczne – stałe, w wersji Mk IIA istniała możliwość w miejsce podwozia montowania pływaków. Napęd – silnik gwiazdowy, chłodzony powietrzem.